# Mizanur Rahman Chowdhury
Pour les articles homonymes, voir Chowdhury.
Mizanur Rahman Chowdhury (né le 19 octobre 1928 dans le district de Chandpur, dans la présidence du Bengale (Inde britannique) et mort le 2 février 2006 à Dacca (Bangladesh)), est un homme d'État bangladais. Il a été premier ministre du Bangladesh du 9 juillet 1986 au 27 mars 1988.